# 민트 초콜릿 칩
민트 초콜릿 칩(Mint chocolate chip) 또는 민트 초코 칩(Mint choc chip)은 민트 맛 아이스크림에 작은 초콜릿 조각이 들어간 아이스크림 맛이다. 일부 경우에는 민트 향을 내기 위해 민트 리큐어인 크렘 드 멘트를 사용하지만, 대부분은 페퍼민트나 스피어민트 향료를 사용한다. 일반적으로 녹색 식용 색소가 첨가되지만, 천연 또는 유기농 제품에서는 베이지색이나 흰색일 수 있다. 브랜드에 따라 “초콜릿 칩 민트”, “민트 앤 칩”, 혹은 단순히 “민트 칩”이라는 이름으로 판매되기도 한다.
국제유제품협회(IDFA)에 따르면, 2000년 기준으로 전체 아이스크림 판매량 중 3%가 민트 초콜릿 칩으로, 당시 열 번째로 인기 있는 맛이었다. 2024년 5월 IDFA의 조사에서는 미국에서 일곱 번째로 인기 있는 아이스크림 맛으로 선정되었다.
민트 초콜릿 칩은 호불호가 강한 취향의 맛으로, 좋아하거나 싫어하거나 둘 중 하나인 경우가 많다. 한국에서는 “민트 초코”라는 이름으로 매우 인기가 높으며, 다양한 제품군이 출시되는 유행이 되었다. 민트 초코 맛의 간식, 음료, 심지어 민트 초코 치킨까지 등장할 정도다.

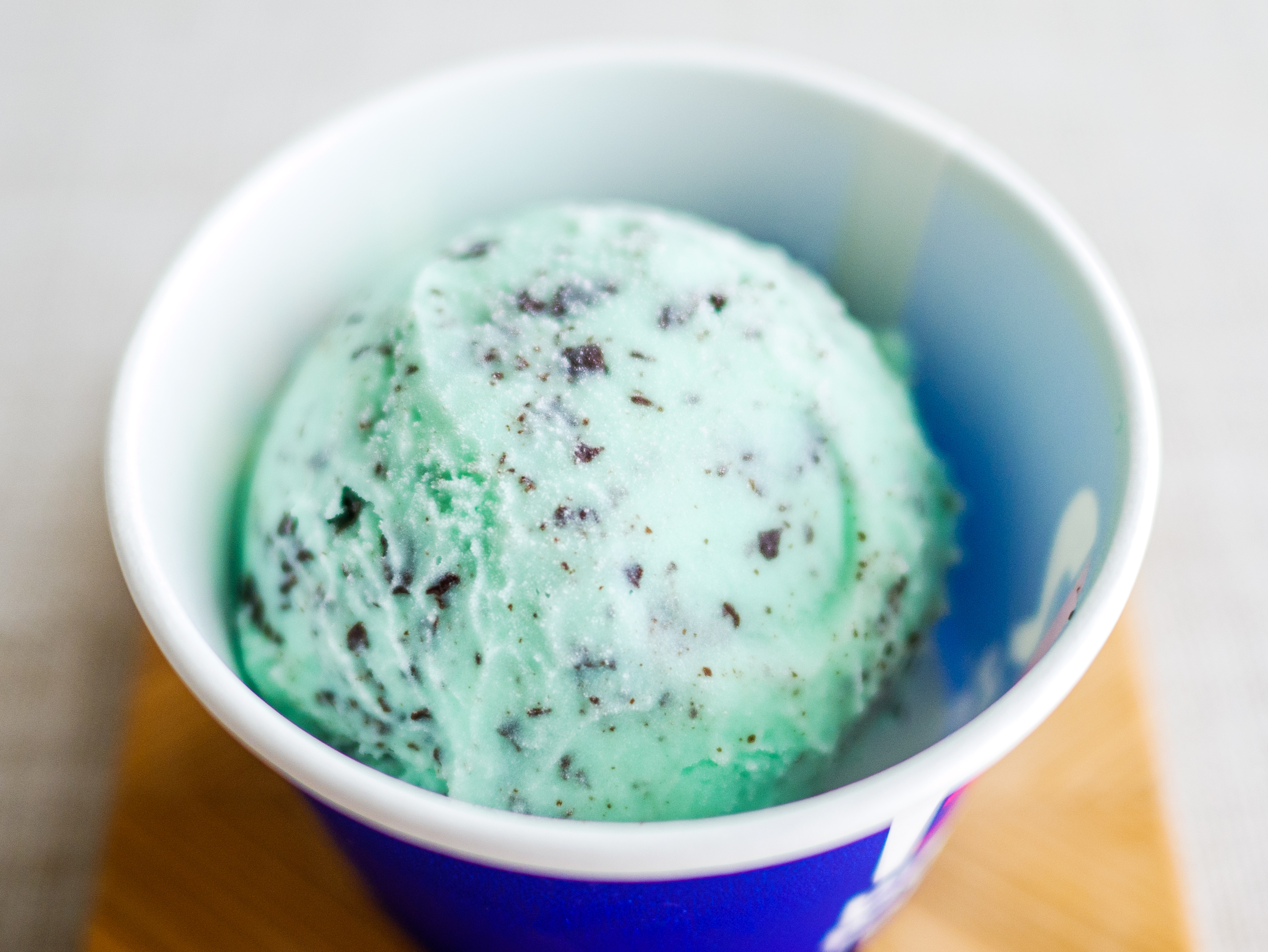
배스킨라빈스의 민트 초콜릿 칩 맛 아이스크림 파인트

이 맛의 인기로 인해 쿠키, 머랭, 밀크셰이크 등 다른 음식에도 사용되고 있다. 아이스크림 브랜드 배스킨라빈스는 자사 아이스크림과 유사한 맛의 “민트 초콜릿 칩” 맛 하드 캔디도 출시했으며, 이 아이스크림 맛은 브랜드의 “상시 판매” 맛 중 하나다.

## 역사
배스킨라빈스는 1945년 브랜드 설립 당시 31가지 오리지널 맛 중 하나로 민트 초콜릿 칩을 포함했다고 밝히고 있다. 하워드 존슨즈 레스토랑은 1950년대 초부터 이 맛을 제공했으며, 이는 1960~70년대에 걸쳐 일반적인 맛으로 자리 잡았다. 한편, 하워드 존슨즈는 조지 R. 피트먼(George R. Pitman)의 손에서 초콜릿 칩 아이스크림을 최초로 만든 곳이기도 하다.
테러리스트 티머시 맥베이는 1995년 오클라호마시티 폭탄 테러로 유죄 판결을 받고 사형이 집행되기 전, 인디애나주 테레호테 연방 교도소에서 민트 초콜릿 칩 아이스크림 파인트 두 개를 마지막 식사로 먹었다.

## 같이 보기
- 민트 초콜릿